# Ossian Elgström
Ossian Elgström, né le 19 novembre 1883 à Strövelstorp et mort le 20 mai 1950 à Båstad, est un peintre, illustrateur, écrivain et collectionneur suédois. 

## Biographie
Frère de Anna Lenah Elgström (en), élève de l'École des beaux-arts de Stockholm (1906-1907) puis de Kristian Zahrtmann à Copenhague (1907) et de Christian Krohg à Paris (1908), il prend part en avril-mai 1929 à l'Exposition de l'art suédois organisée à Paris au Musée du Jeu-de-Paume où il présente les toiles Expéditions de Vikings, Le Déluge et Légende lapone. 
Il se fait connaître comme illustrateur pour divers magazines dont Strix, Söndags-Nisse (en) et Puck. Collectionneur d'objets folkloriques de Sibérie, Groenland et Laponie, on lui doit les romans Lapska myther (1914), Lappalaiset (1919) et Karesuandolapparna (1922).
En 1936, il participe à la compétition artistique des Jeux olympiques.

## Publications
- 1914 : Hur man för krig med tennsoldater
- 1914 : Negerglädje och annat
- 1914 : Myther och sagor från Lappland
- 1914 : Lapska myther
- 1916 : Moderna Eskimåer : skildringar från en resa i Västgrönland sommaren 1915
- 1919 : Lappalaiset : resor i Lappland och Norge
- 1920 : Fantastiska noveller
- 1921 : Människor och andar : eskimåmyter i bild
- 1922 : På luffen : från Hornstull till Malmö
- 1922 : Hyperboreer: reseliv och forskningar bland Jukkasjärvilapparna 1919-1920
- 1922 : Karesuandolapparna: etnografiska skisser från Köngämä och Lainiovuoma 1916-1919
- 1924 : Chikagobohème: 13 noveller
- 1927 : Kämparna på borgen Kraak: en berättelse för pojkar
- 1929 : Boken om pigan Karlsson
- 1932 : Under meteorernas trumeld
- 1933 : Ungarna Fex : en barnakrönika från Söderstad
- 1934 : Tuj och Pet och månen